# Hydraena camerocurvata
Hydraena camerocurvata (лат.) — вид жуков-водобродок рода Hydraena из подсемейства Hydraeninae. Название состоит из имени места обнаружения (Камерун) и слова curvata (curvaceous), обозначающего признак изогнутой яйцевидной формой тела и очень изогнутого эдеагуса.

## Распространение
Встречаются в Камеруне: N. W. Prov., 7 км E. Bamenda (Экваториальная Африка).

## Описание
Жуки-водобродки мелкого размера (менее 2 мм), яйцевидной формы. Коричневато-чёрные. Дорзум в целом коричневый до тёмно-коричневого, нижнечелюстные пальпы, лабрум и наличник матовые, переднеспинка с диффузно окаймленной слабо выраженной макулой. Верх головы и переднеспинка умеренно крупно пунктированы, пунктировка лба отчётливо мельче и менее плотная, чем пунктировка пронотума, промежутки блестящие; пунктировка наличника мелкая, умеренно плотная, промежутки блестящие медиально, тусклые латерально. Лабрум апикомедиально вырезан, свободные края округлые, слабо приподняты. Пронотум поперечно выпуклый, передний край слабо выгнут над средней частью; переднелатеральные и заднелатеральные ямки мелкие, заднесубмедиальные ямки мелкие, сливаются медиально, образуя U-образное вдавление, переднемедиальная ямка умеренно глубокая. Отличается от других представителей рода в Камеруне сочетанием яйцевидной формы тела, поперечно выпуклой переднеспинки, мелких заднесубмедиальных ямок, сходящихся медиально и образующих U-образный отпечаток, и строением эдеагуса. Взрослые жуки, предположительно, как и близкие виды, растительноядные, личинки плотоядные.

## Классификация
Вид был впервые описан в 2022 году американским энтомологом Philip Don Perkins (Department of Entomology, Museum of Comparative Zoology, Гарвардский университет, Кембридж, США) по типовым материалам из Камеруна, собранным им в 1982 году.